# Edilberto Domarchi
Edilberto Domarchi Villagra (Linares, Chile, 24 de febrero de 1924 - Talcahuano, Chile, 9 de mayo de 2000) fue un escritor, poeta y profesor chileno, autor de libros de poemas como Caballo Cojo Arrienda Fonógrafo (1972) y El Viejo Armonio (1977).

## Biografía
Edilberto Domarchi nació en la ciudad chilena de Linares y fue el mayor en una familia de nueve hermanos. Estudió en la Escuela N.º 3 y el Liceo de esa ciudad, y posteriormente en la Escuela Normal Superior José Abelardo Núñez, de Santiago, ejerciendo la docencia durante casi toda su vida en el Liceo de Hombres de Chillán.
Fue presidente y organizador de dos de los encuentros nacionales de poesía más importantes realizados en Chile, los que tuvieron lugar en la ciudad de Chillán en 1970 y 1975, en su calidad de Presidente de la Sociedad de Escritores de Ñuble, institución que ayudó a fundar. En 1971 obtuvo el Premio Nacional "Andrés Bello" de Poesía, y fue invitado a Venezuela por escritores de este país. En esta oportunidad visitó Colombia, Ecuador y Perú. 
Se dedicó también a la crítica literaria. Sus juicios estéticos lo llevaron a la cálida aprobación de críticos como Carlos René Correa, Matías Rafide, Jorge Tellier, Manuel Francisco Mesa Seco, Alfonso Larrahona y muchos otros que se encuentran consignados en su Antología Poética editada en 1992. Sus críticas literarias aparecieron en diarios como La Nación y Las Últimas Noticias de Santiago, El Heraldo de Linares y La Discusión de Chillán. Su poesía lo hizo merecedor de al menos una decena de distinciones a nivel comunal, provincial y nacional, destacando el Premio Municipal de Arte y Cultura de Chillán, obtenido en 1971; el Premio Municipal de Arte de Linares de 1992, el Premio Andrés Bello y el Diploma de Honor en Poesía Fital de Talca en 1971. Su obra aparece en no menos de quince antologías poéticas.
Aparte de ser considerado como uno de los poetas más premiados de la década de los 70, recibió homenajes de la Sociedad de Escritores de Chile, el Grupo "Ancoa" de Linares, "Tebaida" de Arica y de diversas instituciones educacionales, sociales, mutualistas y deportivas de Ñuble. El club de deportes Ñublense, en homenaje público ante diez mil personas, le hizo entrega de una medalla de oro por su destacada actuación como integrante de su equipo en División de Honor. El poeta fue, además, bombero, comandante de scouts, presidente de cooperativas de préstamo y entrenador de diferentes disciplinas deportivas.
Falleció en Chillán el 9 de mayo del 2000 a los 76 años. Actualmente se encuentra sepultado en el cementerio municipal de Chillán.

## Obras
- Perfiles de las Sombras Claras (poemas, 1963)[1]
- El Tiempo y el Fuego (poemas, 1965)[1]
- Los Esclavos del Faraón Cheops (poemas, 1968)[1]
- Vida de Perros (poemas, 1970)[1]
- El Heraldo (1970)[1]
- Caballo Cojo Arrienda Fonógrafo (poemas, 1972)[1]
- El Viejo Armonio (poemas, 1977)[1]
- Fábulas y Oniromancias (cuentos, 1983)[1][10]
- Antología Poética de una Familia Linarense (antología familiar, 1984)[1]
- El Hombre Flamígero y Florido (poemas, 1986)[1]
- Antología Poética (1992, incluye poemas inéditos)[1]